# 농심 레드포스
농심 레드포스(영어: Nongshim Red Force)는 대한민국의 리그 오브 레전드, 배틀그라운드 모바일 프로게임단으로 LCK 역대 18번째 신입팀이자 'LCK의 마지막 승격팀'이라는 타이틀을 보유하고 있다.

## 역사
2016년 아이 게이밍 스타라는 이름으로 창단하였으며 2018년 ES 샤크스로 팀명을 변경했다가 2019년 5월 28일 한국 e스포츠아카데미가 운영하는 주식회사 팀 다이나믹스가 ES 샤크스를 전격 인수하면서 팀명도 팀 다이나믹스로 변경하였다. 이후 리그 오브 레전드 챔피언스 코리아 서머 2020 승강전에서 리브 샌드박스와 ESC 셰인을 꺾고 창단 4년만에 처음으로 LCK 승격 티켓을 거머쥐었다. 그리고 2020년 10월 5일 농심에서 팀 다이나믹스를 정식 인수하면서 사실상 LCK 프랜차이즈 합류를 확정지었고 그 뒤 12월 17일 열린 창단식을 통해 팀명을 농심 레드포스로 확정했다.
2022년 11월 8일, 배틀그라운드 모바일 프로게임단 DS 게이밍을 인수하여 타 종목 프로게임단을 창단했다.

## 주요 성적
제닉스 리그 오브 레전드 챌린저스 코리아 스프링 2019에서 우승을 거뒀다. 제닉스 리그 오브 레전드 챌린저스 코리아 서머 2019에서 우승을 거뒀다. 2020시즌 LoL KeSPA컵 울산에서 준우승을 거두었다. 2021시즌 LCK 스프링에서는 6위, 서머에서는 4위이 성적을 거두었다. 2022시즌 LCK 스프링에서 8위, 서머에서도 8위의 성적을 거두었다.

### 리그 오브 레전드

#### 1군
주요 대회 우승 2회·준우승 2회
- 리그 오브 레전드 챌린저스 코리아 서머 2016 6위
- 리그 오브 레전드 챌린저스 코리아 스프링 2017 6위
- 리그 오브 레전드 챌린저스 코리아 서머 2017 8위
- 2017 LoL KeSPA컵 16강
- 리그 오브 레전드 챌린저스 코리아 스프링 2018 6위
- 리그 오브 레전드 챌린저스 코리아 서머 2018 5위
- 2018 LoL KeSPA컵 16강
- 제닉스 리그 오브 레전드 챌린저스 코리아 스프링 2019 우승
- 제닉스 리그 오브 레전드 챌린저스 코리아 서머 2019 우승
- 2019 LoL KeSPA컵 울산 8강 1라운드
- 리그 오브 레전드 챌린저스 코리아 스프링 2020 준우승
- 우리은행 리그 오브 레전드 챔피언스 코리아 서머 2020 8위
- 2020 LoL KeSPA컵 울산 준우승
- 2021 리그 오브 레전드 챔피언스 코리아 스프링 6위
- 2021 리그 오브 레전드 챔피언스 코리아 서머 4위
- 2022 리그 오브 레전드 챔피언스 코리아 스프링 8위
- 2022 리그 오브 레전드 챔피언스 코리아 서머 8위

#### 2군
- LCK 챌린저스 리그 스프링 2021 7위
- LCK 챌린저스 리그 서머 2021 3위
- 2021 LoL KeSPA컵 울산 16강

### 배틀그라운드 모바일
- 2021 배틀그라운드 모바일 프로 시리즈 시즌 1 우승
- 배틀그라운드 모바일 월드 인비테이셔널 2021 동부 6위
- 2021 배틀그라운드 모바일 프로 시리즈 시즌 2 3위
- 2022 배틀그라운드 모바일 프로 시리즈 시즌 1 준우승
- 2022 배틀그라운드 모바일 프로 시리즈 시즌 2 우승
- 2022 배틀그라운드 모바일 프로 시리즈 상반기 파이널 준우승
- 2022 배틀그라운드 모바일 프로 시리즈 시즌 3 우승
- 2022 배틀그라운드 모바일 프로 시리즈 시즌 4 3위
- 2022 배틀그라운드 모바일 프로 시리즈 하반기 파이널 준우승
- 2023 배틀그라운드 모바일 프로 시리즈 시즌 2 우승
- 2023 배틀그라운드 모바일 글로벌 챔피언십 그룹 스테이지 우승
- 2023 배틀그라운드 모바일 글로벌 챔피언십 그랜드 파이널 7위
- 2024 배틀그라운드 모바일 프로 시리즈 시즌 0 3위
- 2024 배틀그라운드 모바일 프로 시리즈 시즌 1  2위
- 2024 배틀그라운드 모바일 프로 시리즈 시즌 2 3위
- 2025 배틀그라운드 모바일 프로 시리즈 시즌 0 우승
- 2025 배틀그라운드 모바일 글로벌 오픈 메인 스테이지 8위
- 2025 배틀그라운드 모바일 라이벌스 컵 시즌 1 우승

## 소속 선수

### 리그 오브 레전드

#### 1군
- 감독 : 박승진
- 코치 : 임혜성 신진영

| 이름   | 소환사명 | 포지션 | 비고 |
| ------ | -------- | ------ | ---- |
| 황성훈 | Kingen   | 탑     |      |
| 김민성 | GIDEON   | 정글   |      |
| 선현빈 | Calix    | 미드   |      |
| 정지우 | Jiwoo    | 원딜   |      |
| 손시우 | Lehends  | 서포터 |      |

#### 2군
- 감독 : 허영철
- 코치 : 박용섭 채도준

| 이름   | 아이디 | 포지션  | 비고 |
| ------ | ------ | ------- | ---- |
| 최강인 | Kangin | 탑      |      |
| 이승복 | Sylvie | 정글    |      |
| 이정태 | Fisher | 미드    |      |
| 하인성 | Vital  | AD 캐리 |      |
| 노지성 | Crack  | 서포터  |      |

### 배틀그라운드 모바일
- 감독: 윤상훈(JANCHI)
- 코치: 전민재(SayDen)

| 이름   | 아이디 | 비고        |
| ------ | ------ | ----------- |
| 김준하 | XZY    | 주장,서포터 |
| 김동현 | TIZ1   | 서브 오더   |
| 권순빈 | BINI   | 오더        |
| 박건훈 | DokC   | 어태커      |

## 우승 기록
- 리그 오브 레전드
  - 제닉스 리그 오브 레전드 챌린저스 코리아 스프링 2019
  - 제닉스 리그 오브 레전드 챌린저스 코리아 서머 2019
- 배틀그라운드 모바일
  - 2021 배틀그라운드 모바일 프로 시리즈 시즌 1
  - 2022 배틀그라운드 모바일 프로 시리즈 시즌 2
  - 2022 배틀그라운드 모바일 프로 시리즈 시즌 3
  - 2023 배틀그라운드 모바일 프로 시리즈 시즌 2
  - 2023 배틀그라운드 모바일 글로벌 챔피언십 그룹 스테이지
  - 2025 배틀그라운드 모바일 프로 시리즈 시즌 0
  - 2025 배틀그라운드 모바일 라이벌스 컵 시즌 1